# Augusto de Anhalt-Plötzkau
Augusto de Anhalt-Plötzkau (Dessau, 14 de julio de 1575-Plötzkau, 22 de agosto de 1653) fue un príncipe alemán de la Casa de Ascania y gobernante del unificado principado de Anhalt. A partir de 1603, fue gobernante del principado de Anhalt-Plötzkau.
Augusto era el cuarto hijo varón del Príncipe Joaquín Ernesto de Anhalt, pero el segundo hijo de su segunda esposa Leonor, hija de Cristóbal de Wurtemberg.

Escudo de armas de los príncipes de Anhalt-Plötzkau.

## Biografía
En 1586, después de la muerte de su padre, Augusto heredó Anhalt conjuntamente con sus hermanos y hermanastros bajo la regencia del mayor de ellos, Juan Jorge I.
Después de diecisiete años de gobierno conjunto, los hermanos sobrevivientes acordaron una división formal de sus territorios en 1603. Augusto recibió Plötzkau, que fue creado a partir de partes del antiguo principado de Anhalt-Bernburg.
En 1611 propuso la publicación de dos manifiestos rosacrucistas.
De 1621 a 1642, Augusto actuó como regente en Anhalt-Zerbst por su sobrino infante Juan VI, y de 1650 a 1653 en Anhalt-Köthen por otro sobrino infante, Guillermo Luis.

## Matrimonio e hijos
En Ansbach el 25 de enero de 1618 Augusto contrajo matrimonio con Sibila (Laubach, 19 de octubre de 1590 - Plötzkau, 23 de marzo de 1659), hija del Conde Juan Jorge I de Solms-Laubach. Tuvieron ocho hijos:
1. Juana (Plötzkau, 24 de noviembre de 1618 - Quedlinburg, 3 de mayo de 1676).
2. Príncipe Ernesto Gottlieb de Anhalt-Plötzkau (Plötzkau, 4 de septiembre de 1620 - Plötzkau, 7 de marzo de 1654).
3. Lebrecht, Príncipe de Anhalt-Plötzkau, después de Anhalt-Köthen (Plötzkau, 8 de abril de 1622 - Köthen, 7 de noviembre de 1669).
4. Dorotea (Zerbst, 20 de junio de 1623 - Plötzkau, 6 de diciembre de 1637).
5. Ehrenpreis (Zerbst, 21 de julio de 1625 - Bernburg, 21 de julio de 1626).
6. Sofía (Plötzkau, 11 de julio de 1627 - Köthen, 24 de noviembre de 1679).
7. Isabel (Plötzkau, 21 de marzo de 1630 - Köthen, 17 de abril de 1692).
8. Emmanuel, Príncipe de Anhalt-Plötzkau, después de Anhalt-Köthen (Plötzkau, 6 de octubre de 1631 - Köthen, 8 de noviembre de 1670).